# فلیکس سوآرز
فلیکس سوآرز (اسپانیایی: Félix Suarez‎ متولد ۱۹۶۱ میلادی در ایالت مکزیک) شاعر، مقاله‌نویس و ویراستار اهل مکزیک است.
وی از دانشگاه آناواک فارغ‌التحصیل شده‌است.
سوارز بنیان‌گذار مجله «کاستالیدا» (Castálida) می‌باشد وی آن را به مدت ۱۰ سرپرستی نمود. سوآرز همچنین با چندین مجله مکزیکی و غیرمکزیکی همکاری نموده است.

## جوایز
برخی از جوایزی که وی کسب نموده است عبارتنداز:
- جایزه شعر بین‌المللی خایمه سابینس (۱۹۹۷)
- جایزه شعر جوان ناندینو الیاس (۱۹۸۸)

## کتابشناسی
- Poetas de Tierra Adentro (t. I y t. III
- También la noche es claridad. Antología poética (1984-2009)
- Literatura del estado de México de los siglos XVI al XX
- Poesía joven